# Исполнительное устройство
Исполни́тельное устро́йство (исполнительный элемент, актуа́тор) — функциональный элемент системы автоматического управления, который воздействует на объект управления, изменяя поток энергии или материалов, которые поступают на объект. Большинство исполнительных устройств имеет механический или электрический выход.
Состоит из двух функциональных блоков: исполнительного устройства (если исполнительное устройство механическое, то его часто называют "исполнительный механизм") и регулирующего органа, например регулирующего клапана, и может оснащаться дополнительными блоками.
В теории автоматического управления под исполнительным устройством понимают устройство, передающее воздействие с управляющего устройства на объект управления. Иногда рассматривается как составная часть объекта управления. Управляющим устройством может быть любая динамическая система.
Входные и выходные сигналы исполнительных устройств, а также их методы воздействия на объект управления могут иметь различную физическую природу.

## Примеры и применение
Примеры исполнительных устройств:
- В технике исполнительные устройства представляют собой преобразователи, превращающие входной сигнал (электрический, оптический, механический, пневматический и др.) в выходной сигнал (обычно в движение), воздействующий на объект управления.
  - Устройства такого типа включают: электрические двигатели, электрические, пневматические или гидравлические приводы, релейные устройства, электростатические двигатели (англ. Comb drive), DMD-зеркала и электроактивные полимеры, хватающие механизмы роботов, приводы их движущихся частей, включая соленоидные приводы и приводы типа «звуковая катушка» (англ. Voice coil), а также многие другие.
- Виртуальные (программные) приборы используют исполнительные устройства и датчики для взаимодействия с объектами реального мира. С помощью датчиков сигнал передаётся в виртуальный прибор, обрабатывается и выдаётся в реальный мир с помощью различного вида исполнительных устройств.